# Konversionsbetrieb
Konversionsbetriebe sind Rüstungsbetriebe, die auf zivile Produktion umgestellt werden oder wurden (Rüstungskonversion), sowie Betriebe, die den Umbau ehemals militärisch genutzter Flächen in zivile Flächen organisieren und z. B. militärische Altlasten beseitigen. Betriebe dieser Art beschäftigten im Bundesland Brandenburg um 1996 nach eigenen Angaben bis zu 8000 Personen; 2001 waren es noch etwa 5000. Diese Umstellungen wurden in der Folge der Wende erforderlich, um wehrtechnische Betriebe der DDR auf zivile Produktion umzustellen; in ähnlicher Weise aber auch in Nachfolgestaaten der Sowjetunion und anderen Ländern Osteuropas. Einige Konversionsbetriebe haben später wieder Aufträge aus dem militärischen Bereich angenommen.